# Aneura crateriformis
Aneura crateriformis là một loài rêu trong họ Aneuraceae. Loài này được Furuki & D.G. Long mô tả khoa học đầu tiên năm 1994.